# Андрієвський (Мелеузівський район)
Андрі́євський (рос. Андреевский, башк. Андреев) — хутір у складі Мелеузівського району Башкортостану, Росія. Входить до складу Александровської сільської ради.
Населення — 26 осіб (2010; 31 в 2002).
Національний склад:
- росіяни — 97%